# Zeelt
De zeelt (Tinca tinca), ook bekend onder de namen louw/lauw en muidhond/moethond, is een vis, die tot de karperachtigen behoort en tot circa 70 cm lang kan worden.

## Beschrijving
De vis heeft een groenige kleur die varieert al naargelang de bodem en de leeftijd, en hij heeft een dikke slijmerige huid met zeer kleine schubben. De zeelt is goed herkenbaar aan de rode iris in zijn oog, de bolle vinnen, de nauwelijks ingesneden staartvin en de baarddraden.
Mannetjes zijn goed te onderscheiden aan de grotere buikvinnen. Ze reiken tot voorbij de anus en hebben ook een sterk verdikte eerste vinstraal.
De oorspronkelijke Nederlandse zeeltvariëteit heeft een donker mosgroene kleur, maar in het verleden zijn ook meer licht bronskleurige zeelten uitgezet.
Visjes van nog geen vier centimeter hebben een zwarte vlek bij de staartwortel, een zogenaamde oogvlek. Misschien dient deze vlek om predatoren erover in het ongewisse te laten wat de voorkant van de vis is.

## Levenswijze
Zeelten leven over het algemeen in flink begroeide stilstaande of langzaam stromende wateren met een zachte modderige bodem, waar ze zich overdag meestal passief in de vegetatie verschuilen. Als de zeelt voedsel zoekt, zuigt hij bodemmateriaal op, waaruit de eetbare diertjes worden uitgefilterd, of hij zuigt diertjes van de vegetatie af. Als voedsel dienen met name waterslakken en verder erwtenmosseltjes, kreeftachtigen, insectenlarven en plantendelen.
In mei en juni wordt bij watertemperaturen van 18 tot 20 °C gepaaid. Hierbij is een flinke onderwatervegetatie essentieel. Een vrouwtje kan 300.000 tot 800.000 eieren afzetten.
In de winter houdt hij een winterslaap, ook periodes met een laag zuurstofgehalte overleeft de zeelt door zijn stofwisseling op een laag pitje te zetten (estivatie).

## Leefgebied
De zeelt komt voor in het grootste deel van Europa en W.-Azië in allerlei wateren met een rijke onderwatervegetatie. Ze komen voor in alle denkbare stilstaande en langzaam stromende wateren met een vrij zachte bodem. Ook in zand en grindafgravingen komen zeelten voor die daar ook flinke formaten kunnen halen. Brakke en vegetatiearme wateren worden gemeden.
In Nederland is de zeelt talrijk in allerlei wateren en in wateren waar door de uitbundige plantengroei 's nachts en 's ochtends zuurstofgebrek kan ontstaan, is de zeelt vaak de dominante vissoort.

## Bedreigingen en beheer
Op Europees niveau kan de zeelt zich niet altijd zonder uitzettingen handhaven. In Nederland is daar echter geen sprake van en is de natuurlijke aanwas van zeelt afdoende.
Het rigoureus verwijderen van waterplanten, met name tijdens het voorjaar is funest voor de zeeltstand. Het devies is om deze schoningen te spreiden over zowel ruimte als tijd, op deze manier kunnen de zeelten het gehele jaar de beschutting van vegetatie genieten. Bovendien zijn natuurlijke oevers ook gunstig voor de zeeltstand.
De soort staat op de Rode Lijst van de IUCN als niet bedreigd, beoordelingsjaar 2008.

## Visserij en hengelsport
Er geldt een minimummaat van 25 cm voor de zeelt (Visserijwet). Voor de beroepsvisserij is de zeelt niet belangrijk.
Met de hengel kan de zeelt gevangen worden met bijvoorbeeld zoete maïs, deeg, kaas, aardappel, regenworm of hondebrokken uit blik. Veel zeelten worden gevangen door jongeren in dichtbegroeide watertjes, maar er is ook een gericht visserij mogelijk op grote zeelt.
Hiervoor worden grotere plantenrijke wateren (grind en zandafgravingen) bevist, waar weinig (maar zeer grote) brasem en zeelten voorkomen. Na enige tijd voeren, kunnen dan brasems en zeelten van rond de 50 cm worden gevangen. Door de geringe dichtheid aan zeelt en brasem is er nog overvloedig voedsel aanwezig, waardoor de dieren hun maximale grootte kunnen halen. De grote dichtheid aan snoek en baars in deze heldere plantenrijke wateren zorgt ervoor dat de aanwas van jonge vis binnen de perken blijft. Echter komen dit soort ongestoorde wateren niet veel voor.
Zeelt is eetbaar en kan dienst doen in recepten waarin karper staat vermeld, maar is minder vet. Zeelt heeft weliswaar veel fijne, vertakte graatjes, maar nog altijd minder dan brasem. Om een moddersmaak te vermijden wordt aangeraden de kieuwen te verwijderen en eventueel de vis enige tijd te laten weken in koud water of melk. De grondsmaak verdwijnt waarschijnlijk echter nooit helemaal, maar is ook niet per se storend, eerder karakteristiek. Afgezien van deze lichte grondsmaak is zeelt licht zoetig en vrij mild; ook de dikke huid is goed te eten.

## Zuiveraar

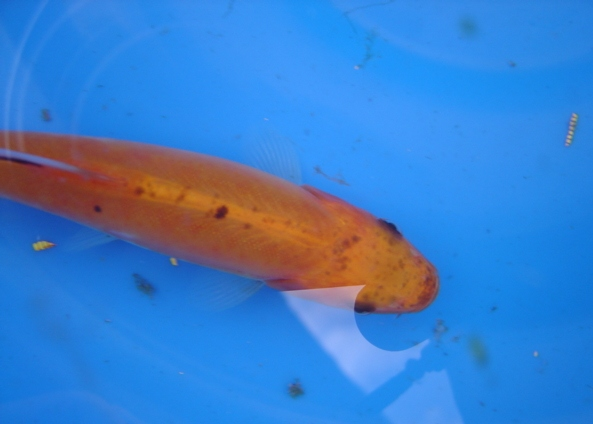
Een goudzeelt

De zeelt wordt vaak in vijvers met siervissen gehouden om het water gezond te houden. In vijvers houdt men meestal geen groene zeelten, maar oranjekleurige goudzeelten.
In een regenbak voor het verzamelen van drinkwater werden vroeger vaak enkele zeelten gehouden om het water zuiver te houden.

## Afbeeldingen

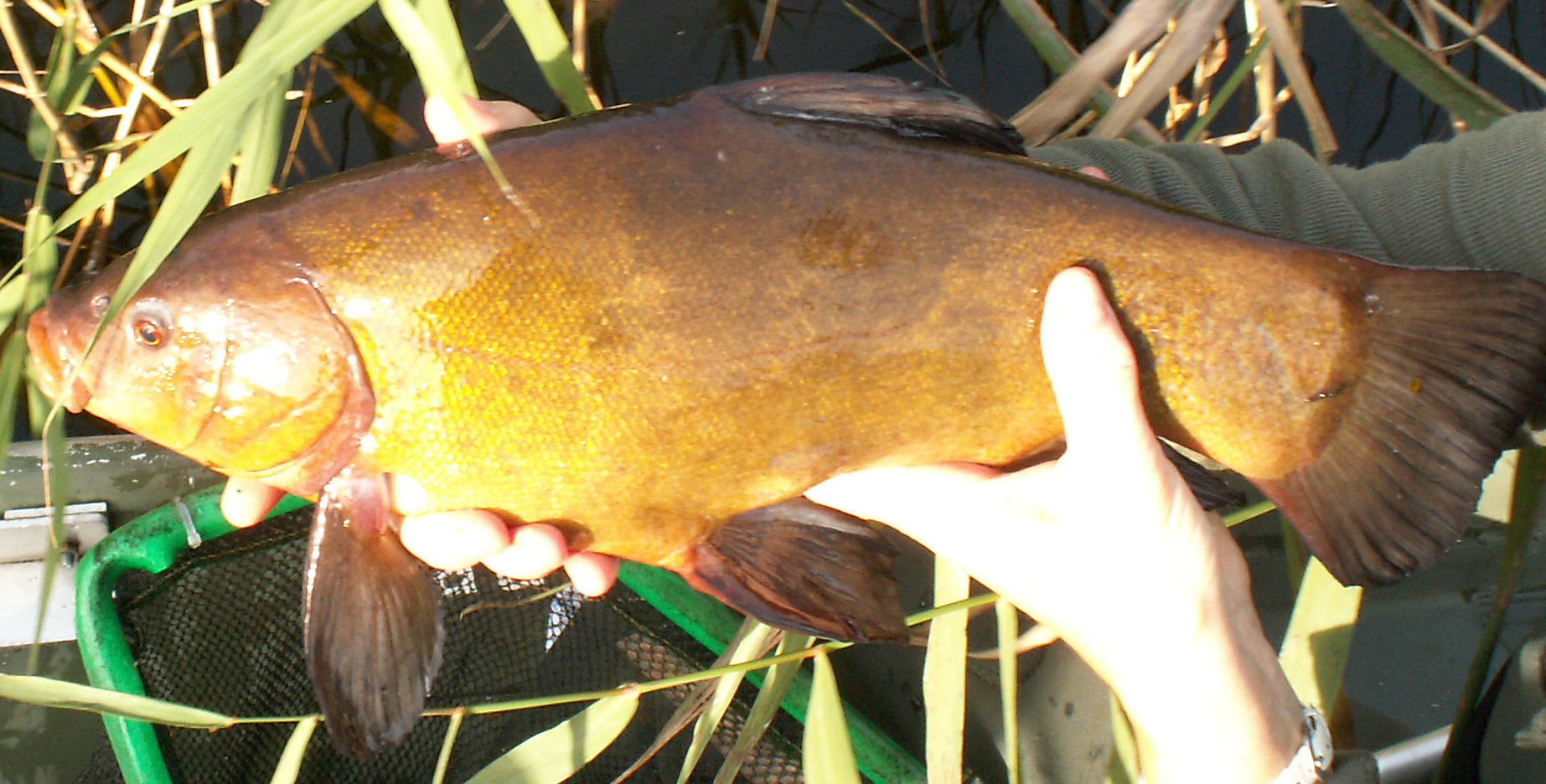
Groot mannetje (grote buikvinnen)
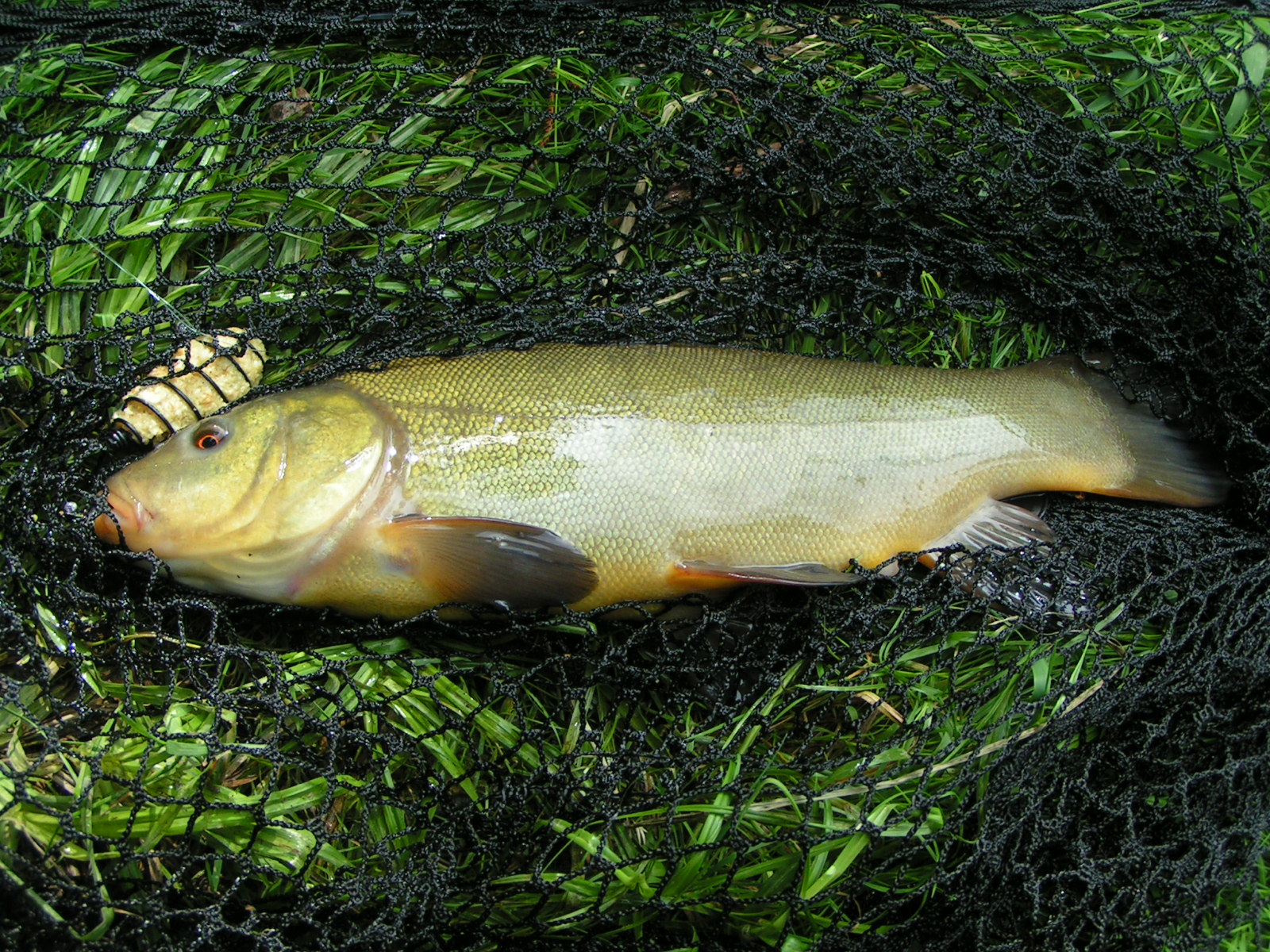
Vrouwtje (kleine buikvinnen)
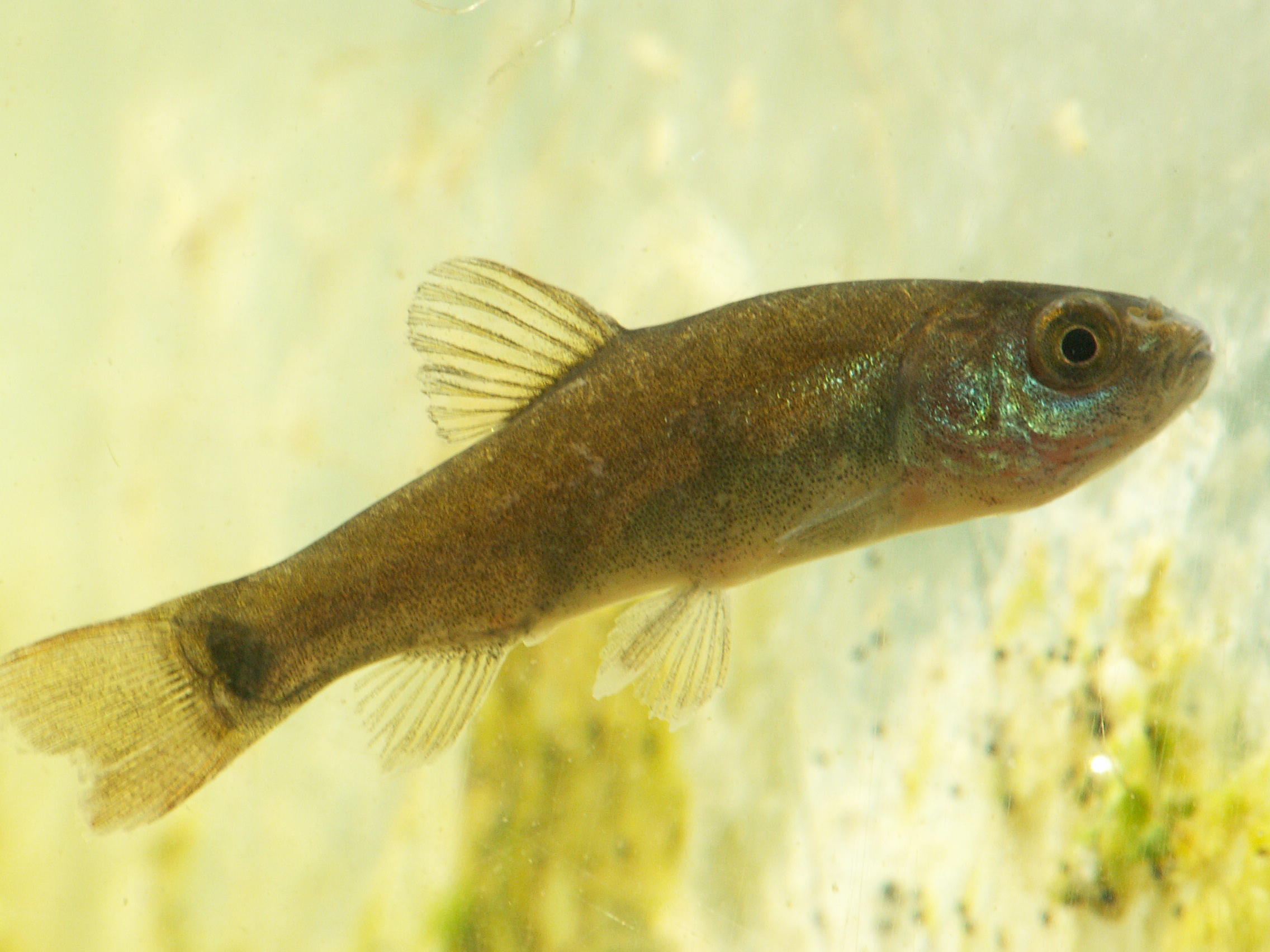
Jong zeeltje met oogvlek